# Ragnar af Malmborg

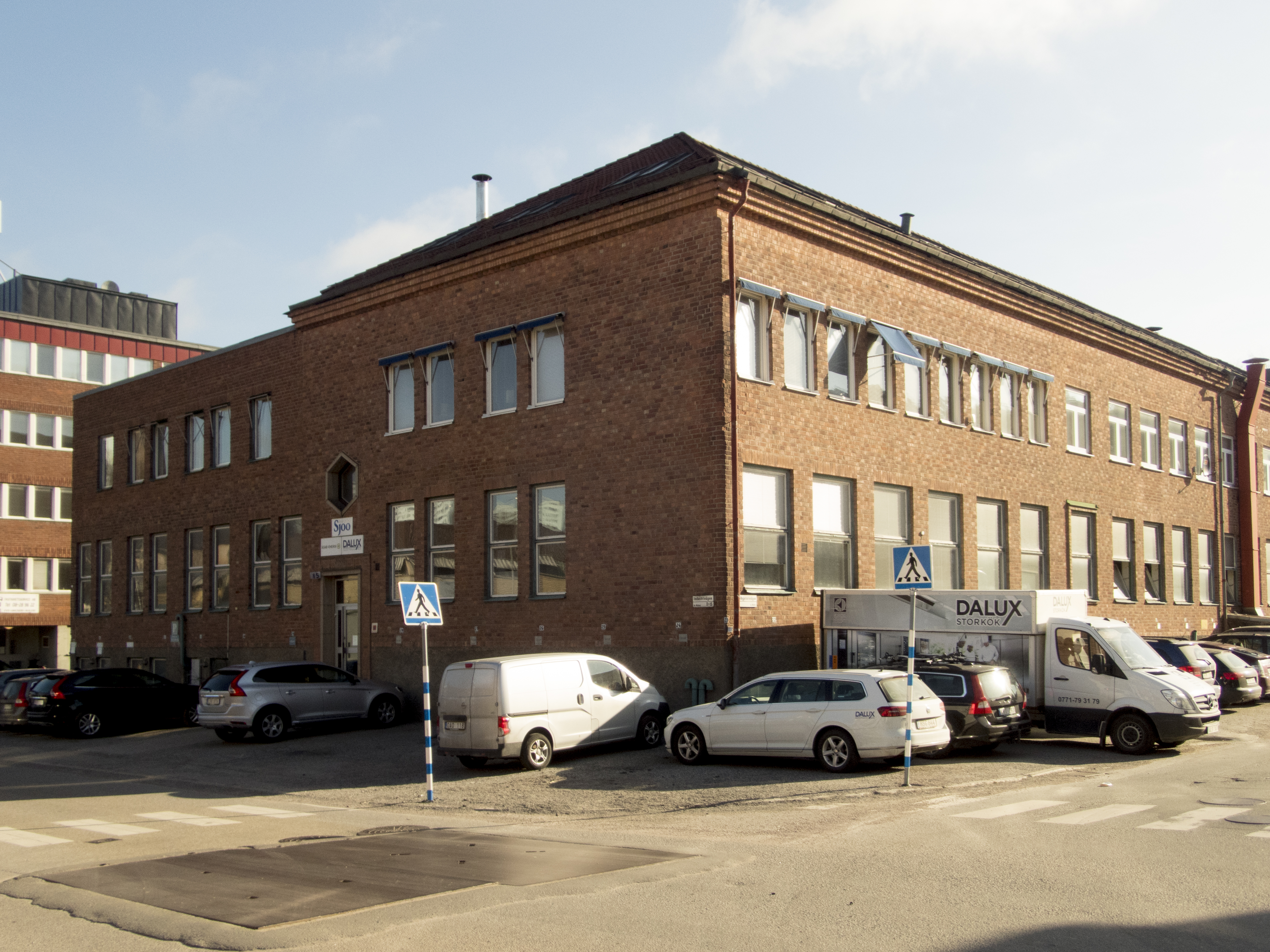
Mjölner 2, Solna, ritat av af Malmborg 1948.

Ragnar af Malmborg, född 12 december 1905 i Härnösand, död 13 mars 1968 i Kungsholms församling i Stockholm, var en svensk arkitekt.

## Biografi
Efter studentexamen i Helsingborg 1925 studerade han vid Kungliga tekniska högskolan med examen 1929. Han var anställd vid flera arkitektkontor 1929–1932. Han kom i Byggnadsstyrelsens tjänst 1932, och var byråingenjör där 1935. Han var byråchef i Arbetsmarknadsstyrelsen 1948–1958. 
1958 blev han chef för Byggnadsstyrelsens utredningsbyrå. Han kom därigenom att hamna mitt i den uppmärksammade skandal som i början av 1960-talet omgärdade den fördyrade ombyggnaden av Operakällaren. Det hela ledde till en omorganisering av Byggnadsstyrelsen  där han blev chef för en av styrelsens projekteringsbyråer och kom att handha utbyggnaden av universitet och högskolor i Lund och Göteborg.
Han var vice ordförande i Statens konstråd. Ragnar af Malmborg är begravd på Kapellkyrkogården i Falkenberg.